# 諾韋塞洛 (庫利基夫市鎮)
49°57′42″N 24°6′29″E / 49.96167°N 24.10806°E
諾韋塞洛（直译：新村），是烏克蘭的村落，位於該國西部利沃夫州，由利沃夫区庫利基夫市鎮負責管轄，始建於1440年，面積1.3平方公里，2001年人口550，人口密度每平方公里424.71人。